# À la recherche…
Az À la recherche… (a la rösers) Radnóti Miklós utolsó versei közül való. A francia cím Marcel Proust: Az eltűnt idő nyomában (À la recherche du temps perdu) című regényére utal.
A Bori noteszben szerepelt, amit a költő halála után bő egy évvel, holttestének egyik zsebében találtak meg, és juttattak el Ortutay Gyula egyetemi magántanár címére. Első megjelenésére azonban még a költő életében került sor: 1944. október 30-án a temesvári Déli Hírlap adta ki a táborból külön lapon kijuttatott verset a Hetedik eclogával együtt.

## Keletkezése
A vers 1944. augusztus 17-én íródott, "Zagubica fölött a hegyekben", egy Lager Heidenau nevű fogolytáborban, ahol a költőt sok más rabtársával (zsidókkal, hadifoglyokkal, partizánokkal, másként gondolkodókkal) együtt fogva tartották.
Ekkoriban már a foglyok is tudatában voltak sorsuk kilátástalanságának, ennek ellenére a versek mérhetetlen reménnyel fordulnak a világ, Isten, és a szabadulás felé.